# Politique au Royaume-Uni
Le Royaume-Uni est un État unitaire et une monarchie parlementaire au sein de laquelle le monarque est le chef d'État et le Premier ministre est le chef du gouvernement responsable devant la Chambre des communes.
Le pouvoir exécutif est exercé par le gouvernement au nom du roi. Le pouvoir législatif est exercé par le Parlement qui comprend le roi, la Chambre des communes élue et la Chambre des lords non élue. Les membres du gouvernement sont en même temps membres d'une des chambres du Parlement et les plus importants d'entre eux forment le cabinet présidé par le Premier ministre.
Ce système de gouvernement, connu sous le nom de système de Westminster du nom du lieu où siège le Parlement, est souvent considéré comme le principal modèle de système parlementaire. Il a inspiré de nombreux pays, notamment ceux du Commonwealth.
La Constitution du Royaume-Uni a la particularité de ne pas être codifiée : elle comprend des lois ordinaires et des conventions non écrites mais à valeur constitutionnelle.
Depuis les années 1990, le Royaume-Uni a engagé un processus de dévolution des pouvoirs dans ses nations constitutives : un Parlement écossais, une Assemblée nationale du pays de Galles et une Assemblée d'Irlande du Nord ont été créés.
Le Royaume-Uni est un État multipartite dans lequel il existe deux partis principaux qui alternent généralement au pouvoir depuis 1920 : le Parti conservateur et le Parti travailliste. Les gouvernements minoritaires ou de coalition sont rares, le scrutin uninominal majoritaire à un tour tendant à donner de fortes majorités à l'un ou l'autre des principaux partis. Les élections générales ont lieu au maximum tous les cinq ans. Depuis l’adoption du « Fixed-term Parliaments Act 2011 », les élections se déroulent tous les cinq ans, le premier jeudi du mois de mai. Le Royaume-Uni a vécu ses premières élections générales à date fixe en 2015.
Le roi actuel est Charles III depuis le 8 septembre 2022. Keir Starmer, du Parti travailliste, est Premier ministre depuis le 5 juillet 2024. 

## La Couronne

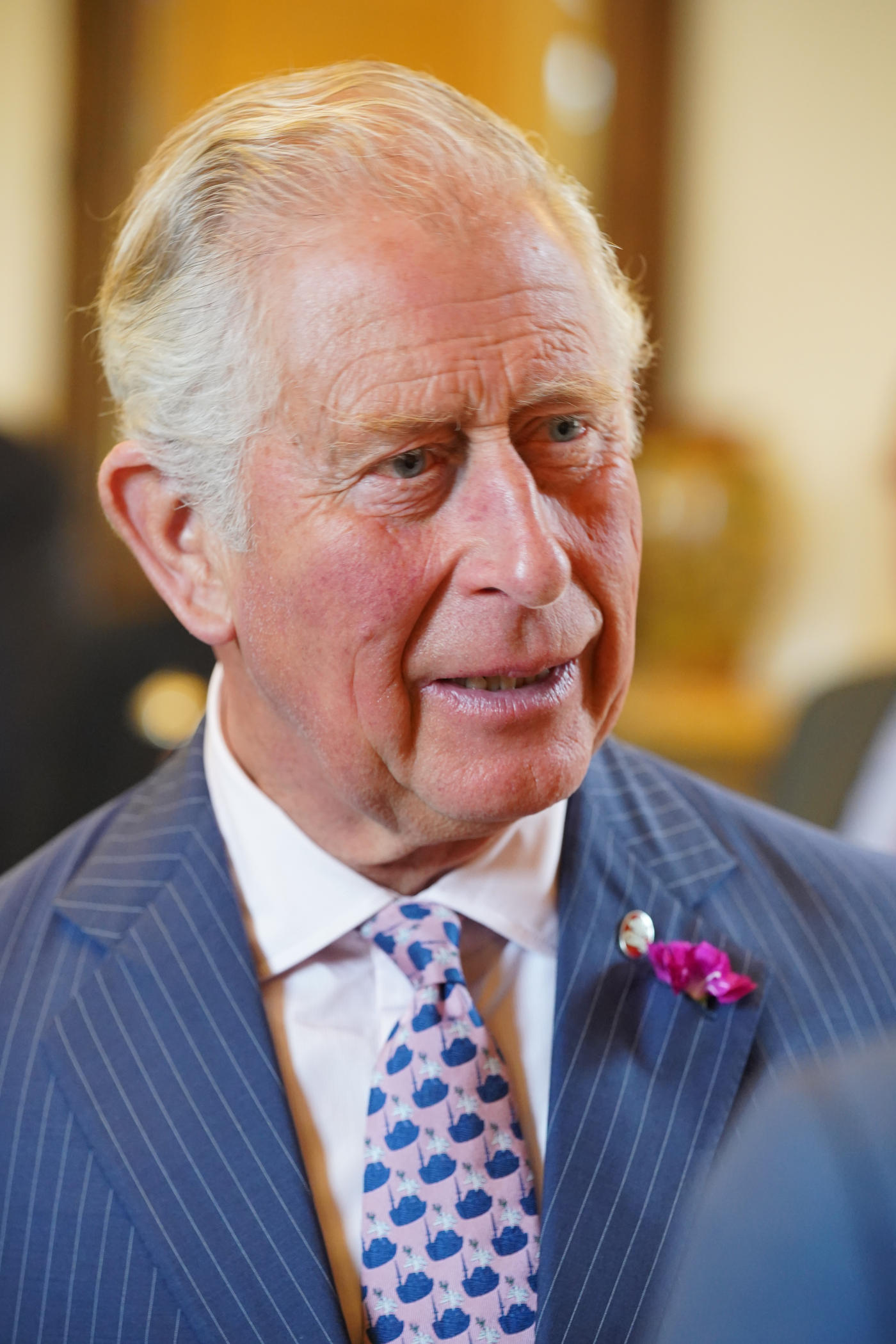
Le roi Charles III.

Le monarque, actuellement le roi Charles III, est le chef d'État du Royaume-Uni. Selon l'expression populaire, le monarque britannique « règne mais ne gouverne pas », car il prend très peu part au gouvernement du pays, l'ensemble des pouvoirs provient théoriquement de son autorité.
Les pouvoirs exécutifs du monarque font partie de ce qu'on appelle la prérogative royale, c'est-à-dire qu'ils peuvent être exercés sans le consentement du Parlement. De nos jours l'ensemble des pouvoirs n'est exercé par le roi que sur la recommandation du Gouvernement ou par délégation à un des ministres de la Couronne. Le Premier ministre rencontre le roi une fois par semaine. Au cours de ces rencontres confidentielles, le roi est tenu informé des affaires de l'État et peut faire part de ses sentiments, avertissement ou conseil au chef du gouvernement.
Les pouvoirs du monarque sont les suivants :
- nommer et démettre le Premier ministre et les autres ministres ;
- convoquer, proroger et dissoudre le Parlement ;
- donner ou refuser la sanction royale aux projets de loi ;
- nommer les officiers des Forces armées, commander les Forces armées et les déployer outre-mer ;
- nommer les membres du Conseil privé ;
- délivrer les passeports ;
- accorder la grâce ;
- accorder des honneurs ;
- créer des sociétés par charte royale ;
- ratifier et faire les traités ;
- déclarer la guerre et la paix ;
- reconnaître les États ;
- accréditer et recevoir les diplomates.

Le Conseil privé est l'organe formel de conseillers par lequel le monarque exerce ses pouvoirs mais de nos jours ses compétences sont exercées par l'un de ses comités, le Cabinet, composé des principaux ministres et présidé par le Premier ministre.

## Gouvernement de Sa Majesté
Le pouvoir exécutif du roi est exercé par le Gouvernement de Sa Majesté (His Majesty's Government, HMG).
Le monarque nomme le Premier ministre sur la base d'une convention constitutionnelle stricte : le Premier ministre doit être un membre de la Chambre des Communes susceptible de pouvoir former un gouvernement avec le soutien de cette dernière. En pratique, il s'agit généralement du leader du parti majoritaire. Le Premier ministre choisit ensuite les autres ministres qui composent son gouvernement, par convention, tous sont membres d'une des deux chambres du Parlement.
Le gouvernement est responsable devant le Parlement : l'adoption d'une motion de censure par la Chambre des Communes entraîne la démission du Premier ministre et de son gouvernement ou la dissolution du Parlement (cette hypothèse était possible dans le cadre de la Motion de censure constructive imposée par Fixed-term Parliaments Act). Dans la pratique, les membres du Parlement issus des principaux partis politiques sont strictement contrôlés par les whips qui s'assurent de la conformité de leur vote avec la ligne du parti. Si le gouvernement dispose d'une large majorité à la Chambre des Communes, les risques de perdre des votes sont très faibles.

### Premier ministre et Cabinet
Le gouvernement est généralement composé d'une centaine de membres, mais seule la vingtaine de ministres les plus importants forment le Cabinet, qui est un organe de décision collective. Celui-ci est présidé par le Premier ministre, qui sélectionne les membres du gouvernement et du Cabinet. De fait, le Premier ministre est le chef du pouvoir exécutif du Royaume-Uni car il exerce au nom du monarque les pouvoirs relevant de la prérogative royale.
Le Cabinet comprend, en plus du Premier ministre, les Secrétaires d'État, c'est-à-dire les ministres responsables d'un département exécutif (ministère). Les plus importants sont généralement :
- le chancelier de l'Échiquier, chargé des finances
- le secrétaire d'État des Affaires étrangères et du Commonwealth
- le secrétaire d'État à l'Intérieur
- le lord grand chancelier, secrétaire d'État à la Justice
- le secrétaire d'État à la Défense

Le Cabinet se réunit généralement une fois par semaine lorsque le Parlement est en session.

### Départements et fonction publique
Le Gouvernement comprend un certain nombre de ministères, généralement appelé « département » (department). Ils sont dirigés par des ministres, qui sont le plus souvent Secrétaires d'État et membre du Cabinet. Les Secrétaires d'État peuvent être assistés d'autres ministres.
L'application des décisions d'un ministre est l'œuvre du Civil Service, un corps de fonctionnaires neutres qui restent en place quel que soit le gouvernement. Chaque département est dirigé administrativement par un fonctionnaire qui porte le titre de Secrétaire permanent (Permanent Secretary).
« Whitehall » est une métonymie souvent utilisée pour désigner les services centraux du Gouvernement, ceux-ci étant pour la plupart situé autour du Palais de Whitehall.

## Parlement
Le Parlement du Royaume-Uni comprend le monarque et deux chambres : la Chambre des communes et la Chambre des lords,

### Chambre des communes

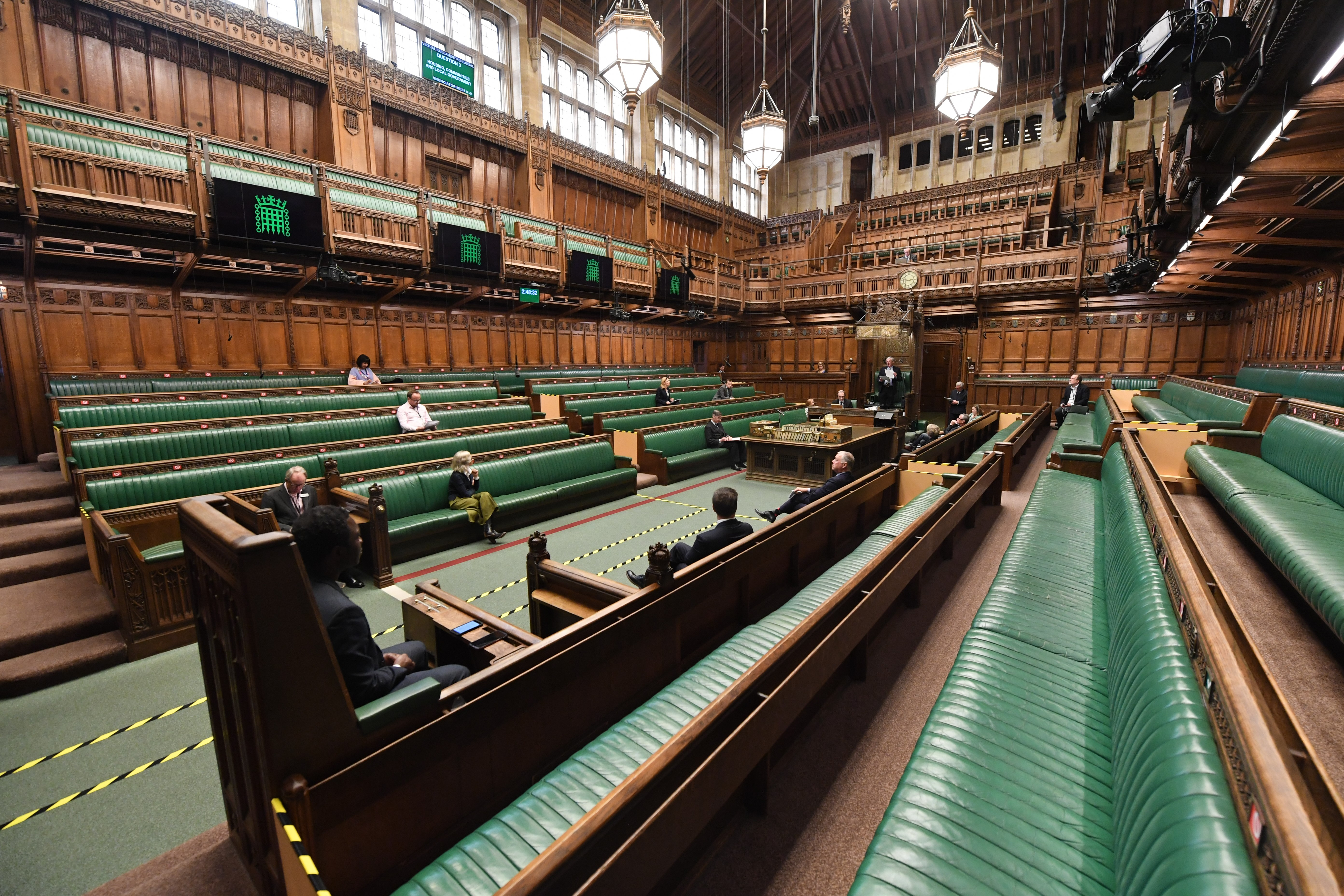
La Chambre des communes ne siège pas en hémicycle : la salle est rectangulaire dans laquelle parti (ou coalition) gouvernemental et opposition se font face.

La Chambre des communes (House of Commons) est la chambre basse du Parlement. Elle est composée de six cent cinquante députés (appelés Members of Parliament ou MPs) élus au suffrage universel direct selon le scrutin uninominal majoritaire à un tour : le Royaume-Uni est divisé en autant de circonscriptions qu'il y a de députés et chaque circonscription élit un député. Le mandat de la Chambre est de cinq ans maximum. Auparavant, le Premier ministre avait la faculté de demander au monarque une dissolution de la Chambre des communes à n'importe quel moment, mais cette prérogative a été abolie en 2011.
Le marquis de Salisbury a été le dernier Premier ministre à siéger à la Chambre des lords en 1903. Depuis, tous les Premiers ministres sont des membres de la Chambre des communes. Le chef du premier parti autre que les partis formant le Gouvernement est le chef de l'opposition officielle (ou leader de l’opposition).
La Chambre des communes est la chambre devant laquelle le Gouvernement est responsable. Au début de chaque session, la Chambre peut exprimer sa confiance par le vote sur le discours du Trône.

### Chambre des lords
La Chambre des lords (House of Lords) a longtemps été composée majoritairement de membres héréditaires nobles, de pairs à vie et de membres du clergé anglican (les Lords Spiritual). Depuis l'adoption du House of Lords Act de 1999, la Chambre ne compte plus que deux types de membres :
- les Lords Temporal qui comprennent des membres nommés (pairs à vie mais sans droit héréditaire pour leurs descendants) et 92 membres héréditaires restants, élus par l'ensemble des titulaires de titres donnant autrefois droit à un siège héréditaire ;
- les 26 Lords Spiritual représentant l'Église d'Angleterre, église d'État.

La Chambre des lords peut exercer un veto suspensif de douze mois envers les projets de loi émanant de la Chambre des Communes. Toutefois, les lois et certaines conventions limitent ce droit de véto : les lois budgétaires ou les lois mettant en œuvre d'importantes promesses électorales du Gouvernement ne sont pas soumises au véto. Dans tous les cas, la Chambre des Communes peut passer outre un véto persistant de la Chambre des lords en vertu de dispositions du Parliament Act de 1911.
Depuis 2005 et la création de la Cour suprême du Royaume-Uni, la Chambre des lords n'a plus de fonction judiciaire et les Law Lords ont été supprimés.

### Rôle du roi
Le roi est formellement une partie du Parlement du Royaume-Uni mais son rôle se limite à octroyer la sanction royale aux projets de loi adoptés. De nos jours, cette sanction n'est jamais refusée.
La sanction royale est octroyée au nom du roi par des Lords Commissaires lors d'une cérémonie au Palais de Westminster.

## Système judiciaire
Le Royaume-Uni étant l'union de différents pays précédemment indépendants, il ne possède pas de système juridique unifié : le traité d'Union de 1707 prévoit que l'Écosse unie à l'Angleterre continue cependant de posséder son droit propre.
Depuis 2009, la Cour suprême du Royaume-Uni a remplacé le Comité d'appel de la Chambre des lords comme juridiction suprême du pays.

### Droit de l'Angleterre, du pays de Galles et de l'Irlande du Nord

Schéma des tribunaux d'Angleterre et du pays du Galles.

Le droit anglais, qui s'applique en Angleterre et au pays de Galles, et le droit nord-irlandais, sont tous les deux basés sur la common law, c'est-à-dire qu'ils sont avant tout basés sur la jurisprudence et les précédents.
Le système judiciaire d'Angleterre et du pays de Galles trouve à son sommet les Senior Courts : la Cour d'appel d'Angleterre et du pays de Galles, la Haute Cour de justice (affaires civiles) et la Cour de la Couronne (affaires pénales).
La Cour suprême du Royaume-Uni est la cour de dernier ressort pour l'Angleterre, le pays de Galles et l'Irlande du Nord.

### Droit d'Écosse
Le droit écossais est un système juridique mixte mêlant common law et droit civil. Les Cours de Shérif connaissent de la plupart des affaires en première instance. La Cour de Session (affaires civiles) et la Haute Cour de justice (affaires pénales) sont les plus hautes juridictions d'Écosse. La Cour suprême du Royaume-Uni connait en dernier ressort des affaires civiles en droit écossais, mais n'a pas juridiction en matière pénale.

## Dévolution

### Nations constitutives
L'Écosse, le Pays de Galles et l'Irlande du Nord possèdent chacun une assemblée législative et un gouvernement autonome. Toutefois, le Royaume-Uni demeure un État unitaire : le Parlement de Westminster demeure le seul souverain et les pouvoirs des assemblées sont octroyés et peuvent être révoqués par Londres.

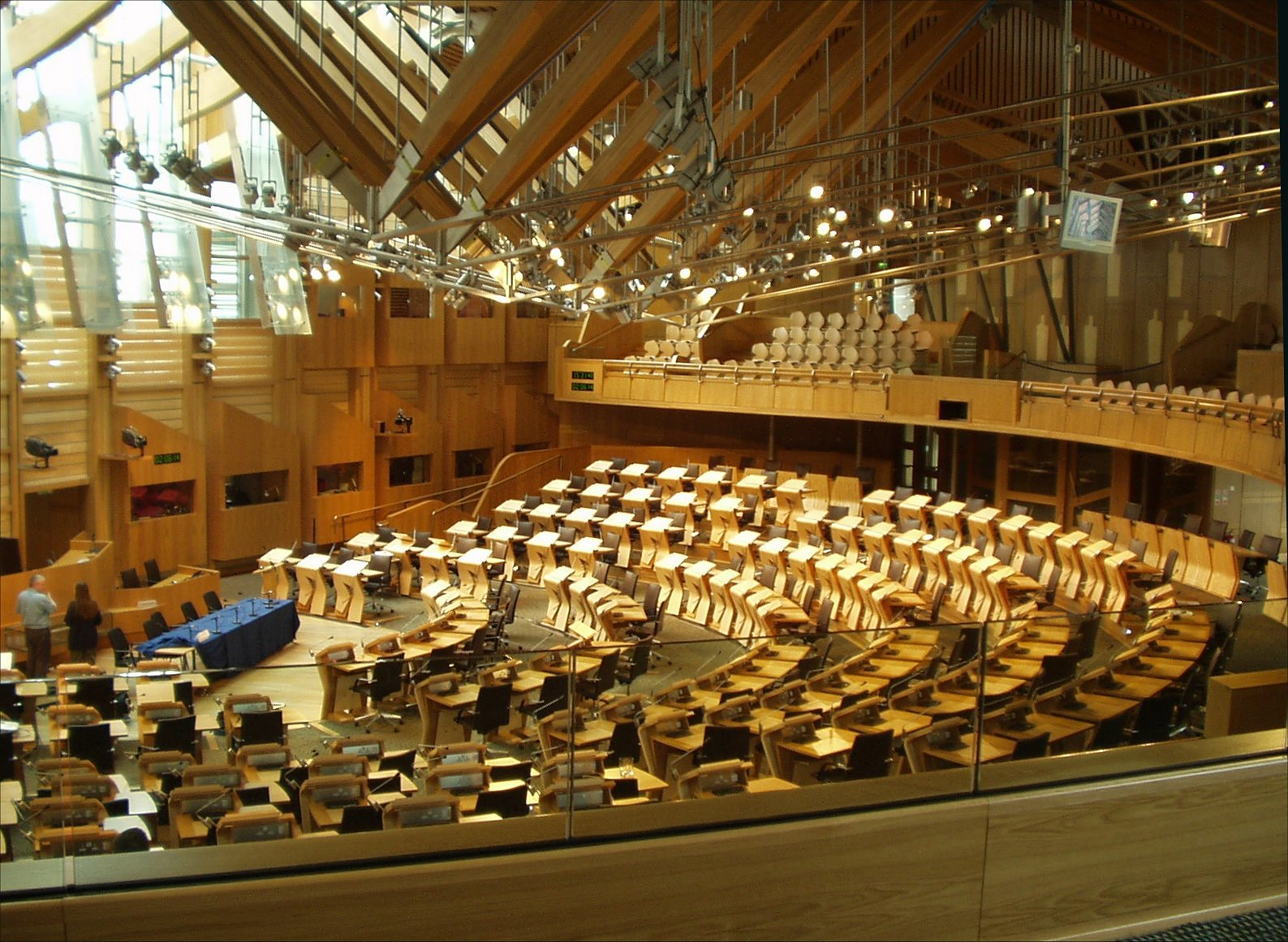
À l'inverse de Westminster, le Parlement écossais à Holyrood est disposé en hémicycle.

#### Écosse
Par l'Acte d'Union, les royaumes d'Écosse et d'Angleterre ont fusionné et leurs parlements respectifs sont devenus le Parlement de Grande-Bretagne en 1707.
En 1999, à la suite d'un référendum, le Parlement écossais (en anglais, Scottish Parliament ; en écossais, Pàrlamaid na h-Alba) a été créé ainsi qu'un gouvernement responsable devant le Parlement et dirigé par un Premier ministre d'Écosse (First Minister of Scotland). Le Parlement écossais peut adopter des lois sur les matières dévolues (devolved matters) notamment l'éducation, la santé, l'agriculture et la justice. Il peut également lever certains impôts.
Depuis 2007, le gouvernement écossais est conduit par le Parti national écossais, d'abord avec une minorité puis, depuis 2011, une majorité. Lors d'un référendum sur l'indépendance le 18 septembre 2014, les Écossais choisissent de rester au sein du Royaume-Uni.

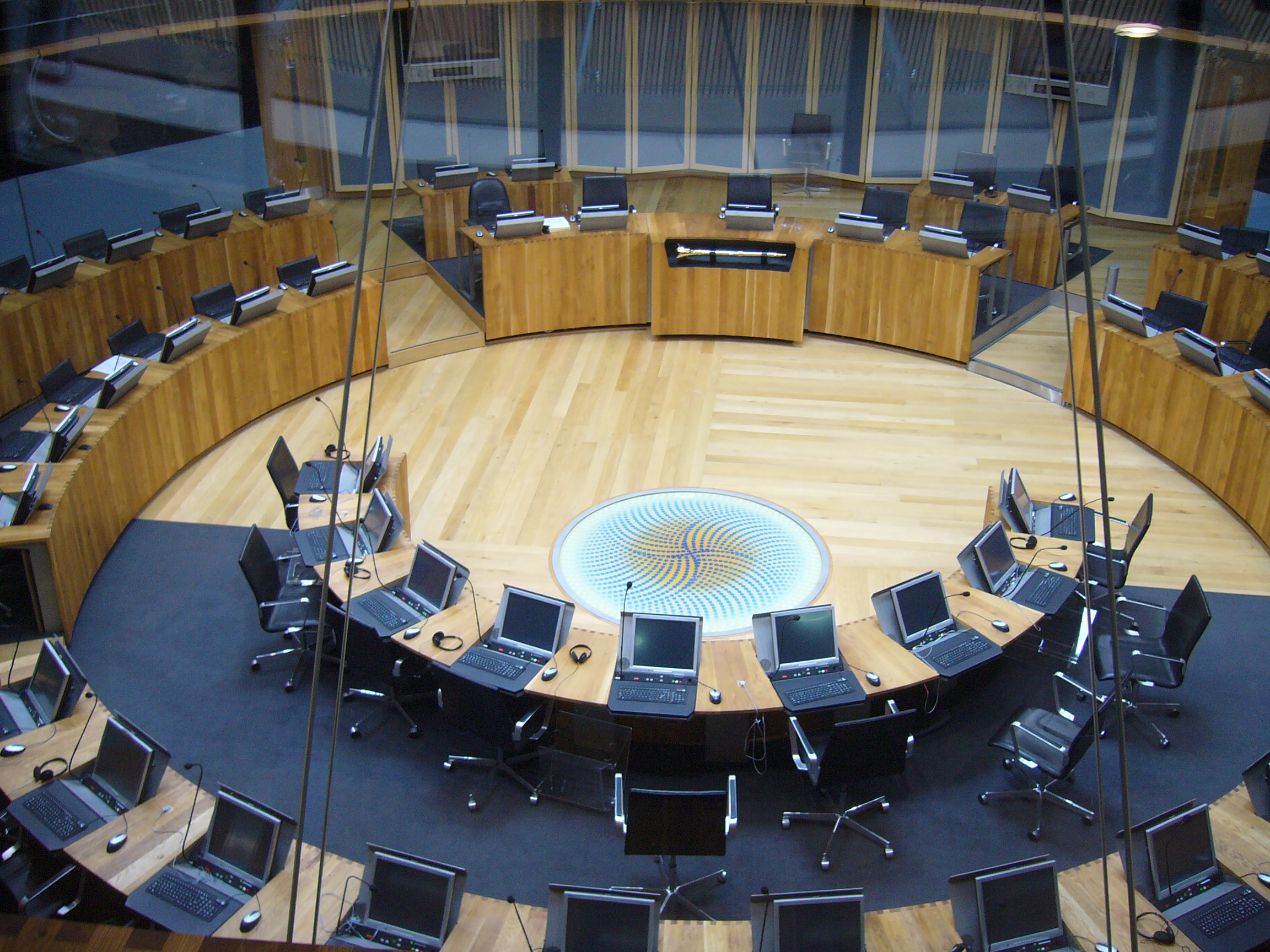
L'Assemblée nationale pour le pays de Galles siège en cercle.

#### Pays de Galles
L'Assemblée nationale du pays de Galles (en anglais, National Assembly for Wales et en gallois, Cynulliad Cenedlaethol Cymru) a été créé en 1999. À l'origine, elle ne dispose que d'un pouvoir réglementaire mais en 2006, puis de nouveau en 2011, ses pouvoirs ont été augmentés et elle peut adopter des lois sur un certain nombre de matières dévolues.
Le Gouvernement gallois est dirigé par le Premier ministre du pays de Galles (First Minister for Wales) et est responsable devant l'Assemblée. Depuis 2011, le gouvernement gallois est issu du Parti travailliste.

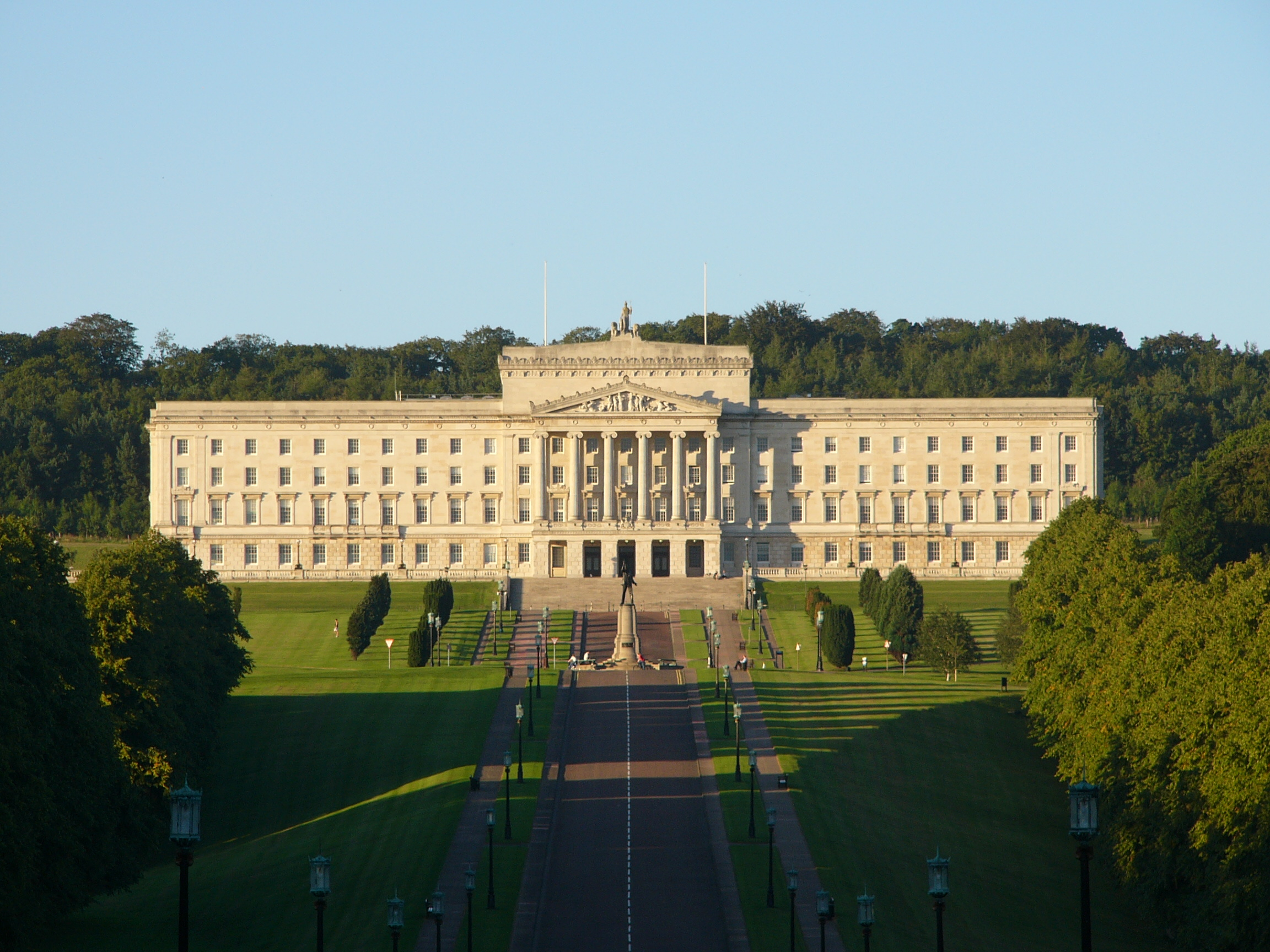
L'Assemblée d'Irlande du Nord siège au Palais de Stormont à Belfast.

#### Irlande du Nord
Le gouvernement d'Irlande du Nord a été établi en 1998 à l'issue de l'Accord du Vendredi saint qui a créé l'Assemblée d'Irlande du Nord, un organe législatif de 108 membres élus selon le système du vote unique transférable. L'Assemblée fonctionne selon un principe de partage du pouvoir afin d'assurer que les communautés du pays, unionistes et nationalistes, participent au gouvernement. Elle élit l'Exécutif nord-irlandais, qui a la particularité d'être dirigé par un Premier ministre et un Vice-Premier ministre qui partage le pouvoir, l'un étant protestant et l'autre catholique.
L'Assemblée d'Irlande du Nord a été suspendue à plusieurs reprises en raison de tensions entre les deux communautés, notamment entre 2002 et 2007. Lorsque l'Assemblée est suspendue, ses pouvoirs sont exercés par le gouvernement britannique par la voie d'ordres en conseil.
L'actuelle Premier ministre est l'unioniste protestante Arlene Foster et l'actuelle Vice-Premier ministre est la républicaine catholique Michelle O'Neill.

### Gouvernement local
Les organes de gouvernement locaux du Royaume-Uni varient d'un pays constitutif à l'autre.
L'Angleterre est divisée en comtés (counties) : 6 comtés métropolitains (zones urbaines) et 27 comtés non-métropolitains. Ces comtés sont eux-mêmes subdivisés en districts. Il existe également 56 autorités unitaires dans lesquelles comtés et districts sont fusionnés. Au niveau local, certains districts ou autorités unitaires sont eux-mêmes divisés en paroisses civiles. Chaque niveau est administré par un conseil élu et un leader issu de ce conseil. Certains conseils disposent d'un maire élu au suffrage universel direct.
Les comtés d'Angleterre sont regroupés en neuf régions au rôle consultatif. Seul le Grand Londres dispose d'une organisation distincte avec un maire et une assemblée élus et une subdivision en boroughs et la Cité de Londres.
L'Angleterre est également divisée en comtés cérémoniaux dont les limites ne correspondent pas toujours aux gouvernements locaux. Dans chaque comté cérémonial est nommé un Lord Lieutenant, représentant du monarque dans le comté, au rôle principalement honorifique.
Le pays de Galles, l'Écosse et l'Irlande du Nord sont divisés en autorités unitaires (dénommées aires principales au pays de Galles, districts en Irlande du Nord) qu'on appelle souvent plus simplement « conseils » (councils).
Certaines villes portent le titre honorifique de cité (city).

## Vie politique

### Élections
Le système électoral de la Chambre des Communes est le first past the post : le candidat arrivé en tête est élu député de la circonscription. Ce mode de scrutin favorise les deux plus grands partis et une faible avance en voix peut se traduire par une forte majorité de sièges : ainsi, en 2005, les travaillistes avec seulement 35,2 % des voix ont obtenu 54,9 % des sièges.
Ainsi, le Royaume-Uni a toujours eu un système avec deux partis dominants et les cas où un seul parti ne dispose pas de la majorité absolue des sièges sont rares : janvier et décembre 1910, 1923, 1929, 1974, 2010 et 2017.
Les organes législatifs dévolus utilisent toutefois des systèmes électoraux différents et les gouvernements de coalition y sont fréquents : système mixte en Écosse et au pays de Galles, vote unique transférable en Irlande du Nord.
Le vote secret a été introduit pour les élections générales en 1872 et le suffrage universel masculin en 1928. Les femmes mariées de plus de 30 ans ont pu voter à partir de 1918, toutes les femmes à partir de 1928. L'âge ouvrant le droit de vote a été abaissé de 21 à 18 ans en 1969.

### Partis politiques
Les partis politiques se sont formés dès le XVIIIe siècle en Grande-Bretagne, sous la forme d'alliances plus ou moins hétéroclites de notables et d'intérêts particuliers. Jusqu'au XIXe, la vie politique est ainsi dominée par les Whigs et les Tories, lesquels évoluent ensuite vers le Parti libéral et le Parti conservateur.
À partir des années 1920, les libéraux sont progressivement remplacés comme parti principal par le Parti travailliste, issu du syndicalisme et de diverses sociétés socialistes.
Toutefois, malgré le scrutin uninominal majoritaire à un tour, le Royaume-Uni n'est pas réellement un système bipartite. Ainsi, le Parti libéral a continué à exister jusqu'à sa fusion en 1988 avec le Parti social-démocrate issu des travaillistes pour former le Parti démocrate libéral.
Comme c'est l'usage dans le système parlementaire britannique, le chef (leader) d'un parti politique est le candidat de ce parti au poste de Premier ministre et est nommé par le monarque en cas de victoire aux élections générales. Un changement de chef en cours de mandat implique, si le parti est au pouvoir, un changement de Premier ministre.

#### Parti conservateur

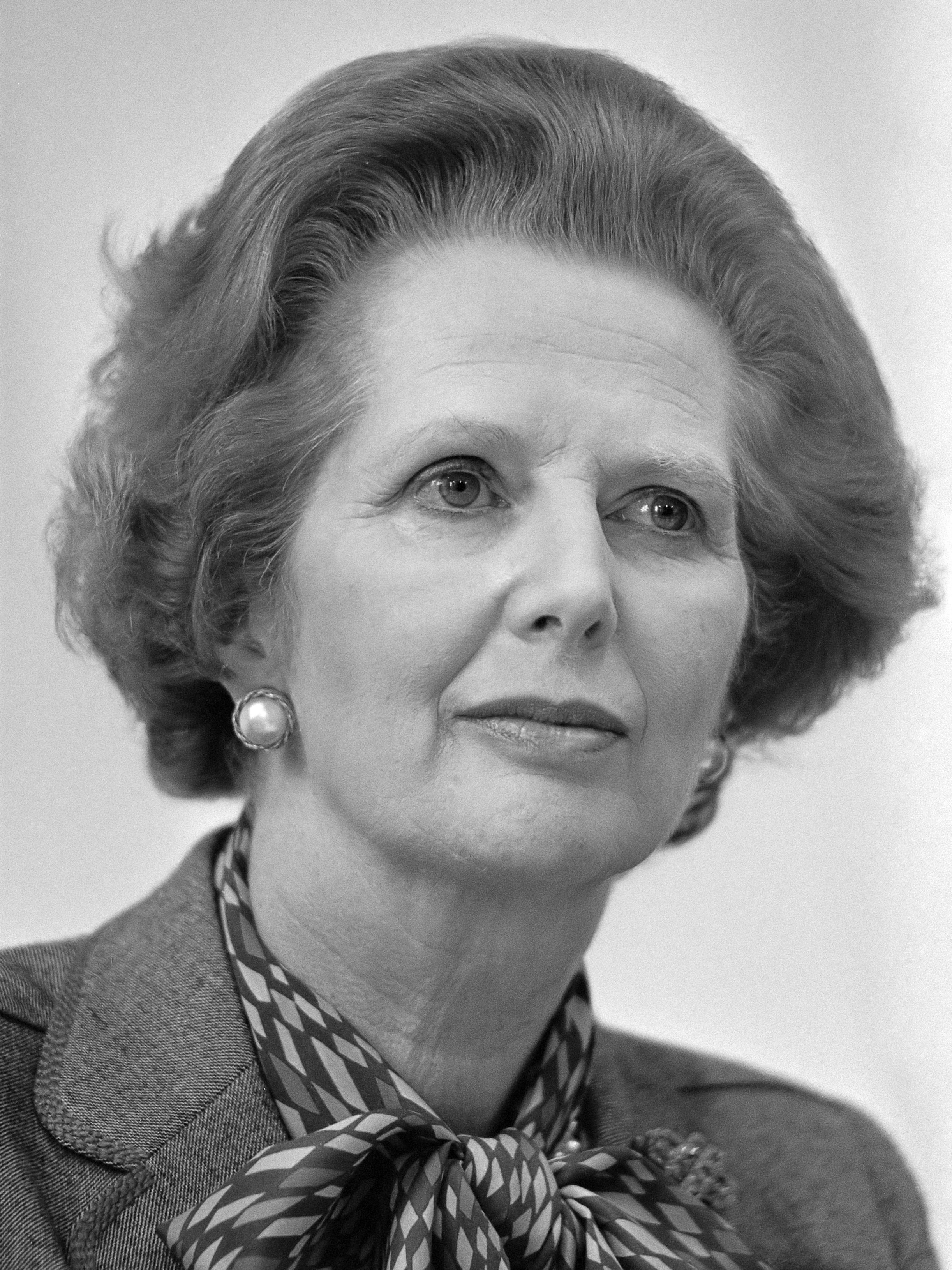
Margaret Thatcher, Première ministre de 1979 à 1990.

Le Parti conservateur et unioniste (Conservative and Unionist Party ou Tories) est un parti de centre droit, l'un des deux plus importants partis politiques britanniques. Héritier du Parti Tory, c'est le parti de Winston Churchill et de Margaret Thatcher dont la politique néolibérale en tant que Première ministre de 1979 à 1990 a profondément marqué le parti et le pays de par sa fermeté.
Les conservateurs soutiennent le libre marché et comptent un important courant eurosceptique, qui amènera plus tard David Cameron à organiser un référendum sur l'appartenance du Royaume-Uni au sein de l'Union Européenne en 2016, pourtant lui-même partisan du maintien. Il démissionnera à la suite des résultats et laissera place à Theresa May, chargée d'en négocier les contours.
S'en suivra ensuite une succession de premiers ministres avec respectivement Boris Johnson, Liz Truss et Rishi Sunak, avant que le parti finisse par essuyer le plus gros revers électoral de son histoire récente lors des élections générales de 2024 avec seulement 121 sièges conservés.

#### Parti travailliste

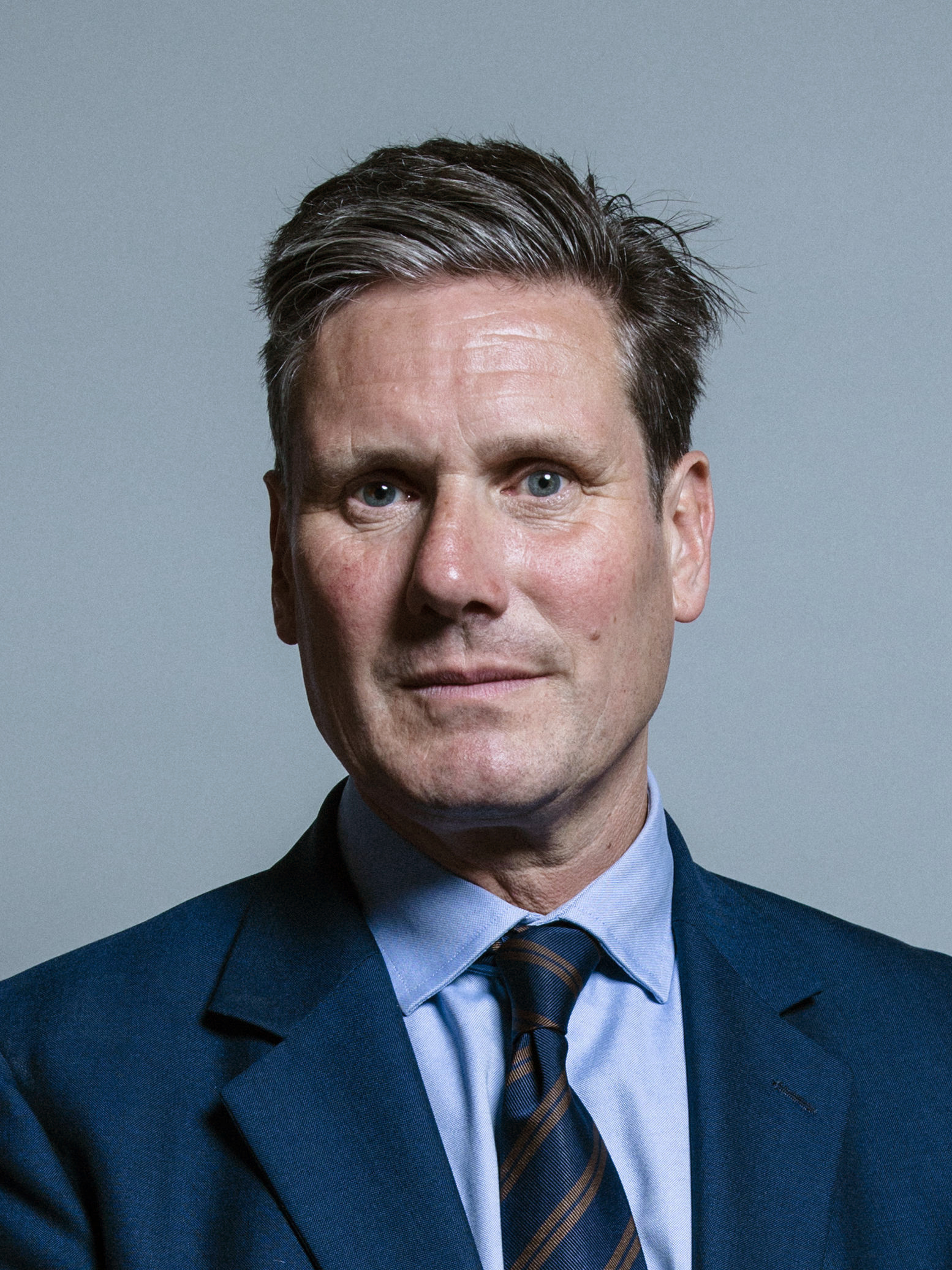
Keir Starmer, actuel Premier ministre.

Le Parti travailliste (Labour), fondé en 1900, est un des plus vieux partis socialistes d'Europe. Le premier gouvernement travailliste est formé en 1924 par Ramsay MacDonald. Après la Seconde Guerre mondiale, le Parti travailliste domine la vie politique britannique : le gouvernement de Clement Attlee notamment crée le National Health Service et met en place un important programme de nationalisations.
Après la défaite de 1979 face à Margaret Thatcher, les travaillistes passent 18 ans dans l'opposition. À partir de 1994, sous la houlette de Tony Blair, le parti opère un important virage au centre et se rapproche des thèses libérales. Les travaillistes sont au pouvoir de 1997 à 2010.
Après la défaite de 2015, Jeremy Corbyn est élu à la tête du parti travailliste. À la suite de plusieurs polémiques (notamment sur les accusations d'antisémitisme au sein du parti), et une sévère défaite face aux Tories lors des élections générales de 2019, il est remplacé par Keir Starmer, personnalité plus consensuelle qui replace de nouveau le parti dans la Troisième voie au détriment du socialisme démocratique prôné par Corbyn. Après 14 années consécutives passées dans l'opposition, le parti remporte haut la main les élections générales de 2024. Keir Starmer devient dans la foulée Premier ministre.

#### Libéraux-démocrates
Les Libéraux-démocrates (Liberal Democrats ou LibDems) sont un parti centriste, socialement progressiste et soutenant l'intégration européenne. Le parti est né de la fusion du vieux Parti libéral avec le Parti social-démocrate issu d'une scission du Parti travailliste.
Les libéraux-démocrates ont gouverné avec le Parti conservateur dans un gouvernement de coalition de 2010 à 2015.

#### Autres partis
En plus des trois principaux partis, d'autres petits partis existent :
- Le Parti vert est un parti écologiste. Il a réussi à faire élire la première députée de son histoire lors des élections de 2010. Il dispose actuellement de 4 députés.
- Le Reform UK est un parti eurosceptique et populiste issu d'une scission de l'UKIP, longtemps favorable au retrait du Royaume-Uni de l'Union européenne. Il a fait élire 5 députés lors des élections de 2024.
- Le Parti du respect est un parti de gauche issu du Parti travailliste. Il a disposé d'un député à la Chambre des communes de 2005 à 2010 et de 2012 à 2015.

En Écosse et au pays de Galles existent des partis nationalistes :
- Le Parti national écossais est un parti de gauche indépendantiste actuellement majoritaire au Parlement écossais.
- Le Plaid Cymru (parti du pays de Galles) est un parti de centre gauche gallois et indépendantiste.

L'Irlande du Nord possède un paysage politique distinct :
- Le Parti unioniste démocrate est un parti unioniste protestant de droite.
- Le Sinn Féin est un parti républicain irlandais de gauche.
- Le Parti social-démocrate et travailliste est un parti nationaliste irlandais de centre gauche.
- Le Parti de l'Alliance de l'Irlande du Nord est lié aux libéraux-démocrates, il vise à dépasser les divisions entre catholiques et protestants.
- Le Parti unioniste d'Ulster est un parti protestant unioniste modéré.